# Seb Dance
Seb Dance (sinh ngày 1 tháng 12 năm 1981) là một chính khách của Đảng Lao động Anh, từng là Nghị sĩ Nghị viện Châu Âu (MEP) cho khu vực London từ 2014 đến 2020. Ông là Phó Chủ tịch Ủy ban Nghị viện Châu Âu về Môi trường, Sức khỏe Cộng đồng và An toàn Thực phẩm (ENVI) và ngồi ghế trong Ủy ban Nghị viện Châu Âu về Công nghiệp, Nghiên cứu và Năng lượng (ITRE), cũng như Ủy ban Nghị viện Châu Âu về Phát triển Nông nghiệp và Nông thôn (AGRI). Trong nhiệm vụ đầu tiên của mình, ông cũng ngồi trong Ủy ban Phát triển Nghị viện Châu Âu (DEVE).
Ông là Phó lãnh đạo của Đảng Lao động Nghị viện Châu Âu và Phó Chủ tịch Ủy ban Môi trường, An toàn Thực phẩm và Sức khỏe Cộng đồng của Nghị viện Châu Âu. Trong nhiệm vụ đầu tiên của mình, ông là Điều phối viên (người lãnh đạo và người phát ngôn) cho Liên minh Tiến bộ Xã hội và Dân chủ (S&D) trong Ủy ban Điều tra của Nghị viện Châu Âu về các biện pháp phát thải trong ngành ô tô (EMIS), được thành lập trong việc phát triển các khuyến nghị cho các tổ chức EU và các quốc gia thành viên để đối phó với vụ bê bối sai phạm Volkswagen. Vào đầu nhiệm kỳ thứ hai vào năm 2019, ông được bầu làm Phó Chủ tịch Ủy ban ENVI.

## Tuổi thơ và đời tư
Dance được sinh ra ở London Borough of Wandsworth và lớn lên ở Home County of Surrey.
Sau khi học tại Đại học Manchester, ông là một sĩ quan nghỉ phép tại Hội sinh viên Manchester, lãnh đạo các chiến dịch và giám sát sự tham gia của sinh viên trong vụ sáp nhập giữa Đại học Victoria của Manchester và Viện Khoa học và Công nghệ của Đại học Manchester.
Ông kết hôn với Spencer Livermore, Nam tước Livermore, một người quý tộc suốt đời với Đảng Lao động Anh.
Ông là một công dân Ireland cũng như một công dân Anh. Bà nội và ngoại của ông lần lượt là người Ireland và Đức.